# Portland Union Station
Portland Union Station – główna stacja kolejowa w Portlandzie, w stanie Oregon.